# Gare de Saint-Amour
La gare de Saint-Amour est une gare ferroviaire française de la ligne de Mouchard à Bourg-en-Bresse, située sur le territoire de la commune de Saint-Amour dans le département du Jura, en région Bourgogne-Franche-Comté.
C'est une gare de la Société nationale des chemins de fer français (SNCF), desservie par des trains TER Bourgogne-Franche-Comté.

## Situation ferroviaire
Gare de bifurcation, elle est située au point kilométrique (PK) 426,653 de la ligne de Dijon-Ville à Saint-Amour et au PK 475,895 de la ligne de Mouchard à Bourg-en-Bresse entre les gares de Cousance et de Bourg-en-Bresse. Son altitude est de 222 m.
Elle est équipée de deux quais (dont un central) : le quai « 1 » dispose d'une longueur utile de 157 m pour la voie « 1G », le quai « 2 » d'une longueur utile de 201 m pour la voie « 2G » et d'une longueur utile de 192 m pour la voie « A ».

## Service des voyageurs

### Accueil
Gare SNCF, elle dispose d'un bâtiment voyageurs avec une salle d'attente et un buffet. Elle est équipée d'automates pour l'achat de titres de transport.

### Desserte
Saint-Amour est desservie par des trains TER Bourgogne-Franche-Comté qui effectuent des missions entre les gares de Belfort, ou de Besançon-Viotte, et entre les gares de Dijon-Ville et de Bourg-en-Bresse.

### Intermodalité
Un parc pour les vélos et un parking pour les véhicules y sont aménagés.

## Galerie

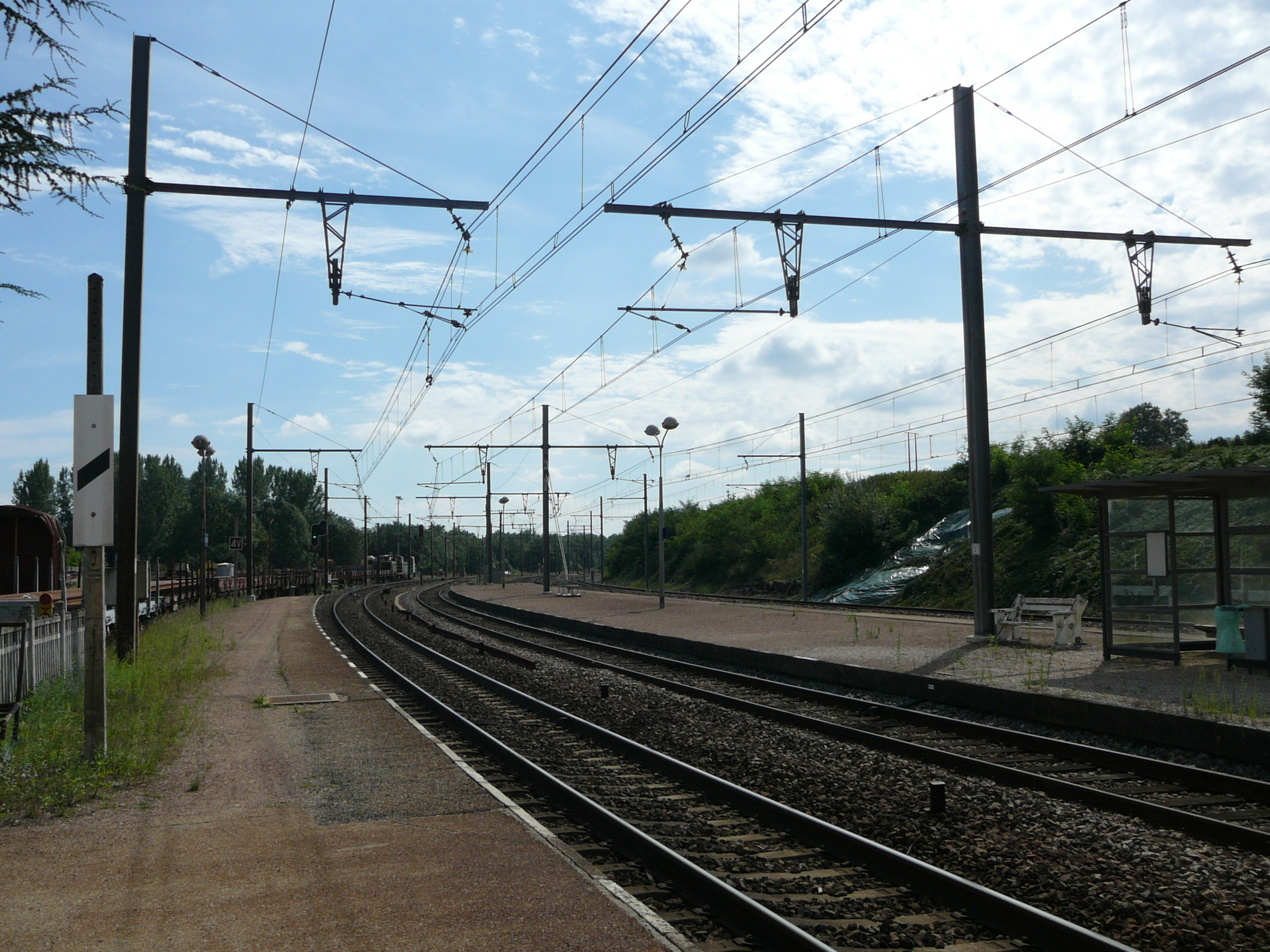
Gare de Saint Amour, vue en direction de Bourg-en-Bresse.
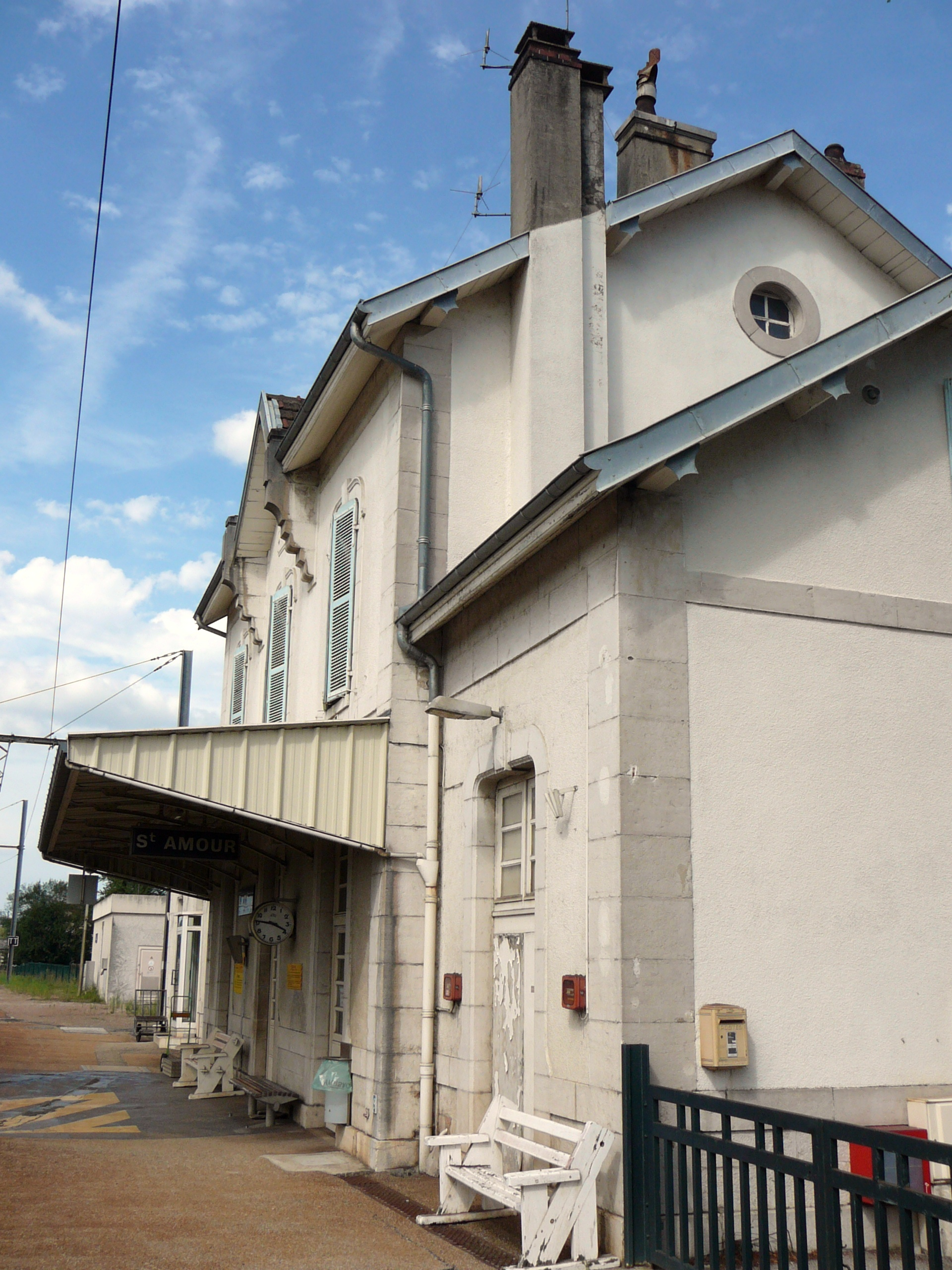
Bâtiment voyageurs et quai.